# Neues Leben (Missions- und Bildungswerk)
Neues Leben e. V. ist ein überkonfessionelles Missions- und Bildungswerk auf der Grundlage der Deutschen Evangelischen Allianz. Der gemeinnützige Verein wurde 1954 von Anton Schulte gegründet und hat seinen Sitz in Wölmersen bei Altenkirchen (Westerwald).

## Arbeit
Neues Leben arbeitet vor allem in den Bereichen theologische Bildung, Evangelisation, Ferienangebote, christlich-therapeutische Lebensberatung sowie Medien. Neben der Produktion von TV- und Hörfunkbeiträgen wird das Magazin Neues Leben herausgegeben. Mit seinen Tochterwerken engagiert sich Neues Leben auch in diakonischen Projekten im In- und Ausland. 
Neues Leben ist anerkannter freier Träger der Jugendhilfe, Mitglied im Diakonischen Werk der Evangelischen Kirche in Deutschland sowie im netzwerk-m der Arbeitsgemeinschaft der Evangelischen Jugend (AeJ) der EKD.
2020 übergab der bisherige Missionsdirektor Wilfried Schulte die Leitung an ein Leitungsteam ab: Olaf Becker als Vorstandsvorsitzender (Bereiche Finanzen und Geschäftsführung), Steffen Schulte (inhaltliche Ausrichtung des Werks) und René Schulte (Bereiche Strategie und Unternehmensentwicklung).

## Tochterwerke
Aus der Arbeit von Neues Leben sind im Laufe der Zeit andere Werke und Einrichtungen hervorgegangen:

### Theologisches Seminar Rheinland
Das Theologische Seminar Rheinland mit Campus in Altenkirchen/Wölmersen ist ein überkonfessionelles theologisches Studienzentrum. Es wurde 1985 als Theologisches Seminar von Neues Leben mit dem Ziel gegründet, Studierenden eine gleichermaßen praxisorientierte wie theologisch fundierte Ausbildung zu vermitteln. Das Theologische Seminar Rheinland hat verschiedene internationale Partnerhochschulen sowie ein Studienzentrum in Berlin und ist seit 2022 Integrierter Partner der US-kanadischen Kairos University (Sioux Falls, S.D.) und Teil des Global Kairos University Network.
- Theologisches Seminar (4 Jahre, weitere postgraduale akademische Aufbauprogramme werden angeboten)
- Theologische Fachschule (2 Jahre)
- Bibelschule (1 Jahr)

Das Seminar ist als Studieninstitut der Gesellschaft für Bildung und Forschung in Europa angeschlossen und außerdem Mitglied in der KBA, einem Verband von 33 theologischen Seminaren im deutschsprachigen Europa.

### Neues Leben Medien
Das Medienwerk Neues Leben Medien produziert:
- die Zeitschrift Neues Leben (Eigenbezeichnung: Das christliche Ratgebermagazin)[5]
- den vierteljährlichen Missionsbericht Er lebt – Einblicke in die missionarische Arbeit
- eine wöchentliche Radiosendung Info-G/Radio Amigos, die bei Radio Neue Hoffnung, Radio HCJB (Kurzwelle, auch für Südamerika), spanischen UKW-Sendern (u. a. der christlichen Alternativa-C) und über Internet gesendet wird, sowie
- die Fernsehsendung hautnah für Bibel TV (in Zusammenarbeit mit dem ERF)

Das Berliner Büro ist mit Projektpartnern zugleich im Bereich diakonischer integrativer Kinder- und Jugendarbeit aktiv.

### Neues Leben International
Seit den 1960er Jahren hat Neues Leben selbständige Werke in verschiedenen weiteren Ländern gegründet. Heute zählen dazu unter anderem:
- Neues Leben Kanada produzierte seit 1963 ein deutschsprachiges christliches Radioprogramm, welches bis 2008 in Vancouver ausgestrahlt wurde. Unter einer örtlichen Telefonnummer können auch heute noch Andachten in deutscher Sprache gehört werden.
- Neues Leben Ghana e. V. 1972 gegründet, heute mit Sitz in Jettingen, arbeitet zurzeit in folgenden 9 Ländern Afrikas an 36 Orten: Ägypten (2), Benin (1), Burkina Faso (4), DR Kongo (5), Ghana (11), Kongo-Brazza (2), Mali (8), Mauretanien (1), Togo (2).
- Neues Leben Österreich hat einen Schwerpunkt auf der Kinder- und Jugendarbeit vor allem in Zeltlagern und Abenteuercamps in Oberösterreich.
- Neues Leben Schweiz unterstützt die missionarische Arbeit in der Schweiz. Außerdem ist das Werk Träger des schweizerischen Zweiges von SRS Pro Sportler.
- Neues Leben Frankreich unterstützt vor allem die missionarische Arbeit von Gemeinden auf Korsika.
- Neues Leben Süd-Amerika e. V. wurde 1990 in Argentinien in Zusammenarbeit zwischen dem deutschen Evangelisten Willi Buchwald und dem argentinischen Pastor Erich Würfel als Nueva Vida gegründet. Das Werk betreibt ein Kinderheim und eine Radio- und Fernsehmission sowie Evangelisationsarbeit, Bibelfreizeiten und Literaturarbeit für verschiedene Länder Südamerikas.[6] Auch die 2001 von Christel und Karl-Heinz Failing gegründete Stiftung Christlich Karitative Förderung (CKF) wird unter Neues Leben Süd-Amerika e. V. geführt.[7]
- Neues Leben Indonesien wurde 1998 zu einem selbständigen Werk. Es unterstützt die Schulausbildung von Kindern sowie Ernährungsprogramme für die arme Bevölkerung des Landes.

### Sportler ruft Sportler (SRS)

Logo seit 2008

Dieser Arbeitszweig wurde 1971 von Helmfried Riecker unter dem Namen Sportler ruft Sportler gegründet. Seit 1987 ist dieser Zweig ein eigenständiger eingetragener Verein, der im Sportbund Rheinland organisiert ist. SRS hat sich zum Ziel gesetzt, missionarische Arbeit unter leistungsorientierten Sportlern zu betreiben. SRS unterhält in mehr als 30 Sportarten Arbeitsbereiche und hat 70 haupt- und über 700 ehrenamtliche Mitarbeiter und unterhält Kontakte in über 20 weiteren Ländern. SRS arbeitet unter anderem mit Sportlern wie dem deutschen Baseballer Simon Gühring, den Fußballern Zé Roberto, Dirk Heinen und Claudia Hicks, den Leichtathleten Katharina Rupf und Wolfgang Kreißig, dem Tennisspieler Sascha Petrascheck und dem Radsportler Marc Heinzelmann zusammen.
Seit 2009 betreibt SRS zudem das Internationale Sport- und Seminarzentrum Glockenspitze mit dem SRS SportPark in Altenkirchen und bietet in Zusammenarbeit mit dem Theologischen Seminar Rheinland einen Studiengang „Sport und Theologie“ an.